# Vereinigung der Orgelsachverständigen Deutschlands
Die Vereinigung der Orgelsachverständigen Deutschlands (VOD) e. V. ist ein eingetragener Verein, in dem die Orgelsachverständigen (OSV) der Diözesen und Landeskirchen, der Religionsgemeinschaften (z. B. Freikirchen) und der staatlichen Behörden eingebunden sind. Sie ist das fachliche Gegenüber zum Bund Deutscher Orgelbaumeister (BDO). 

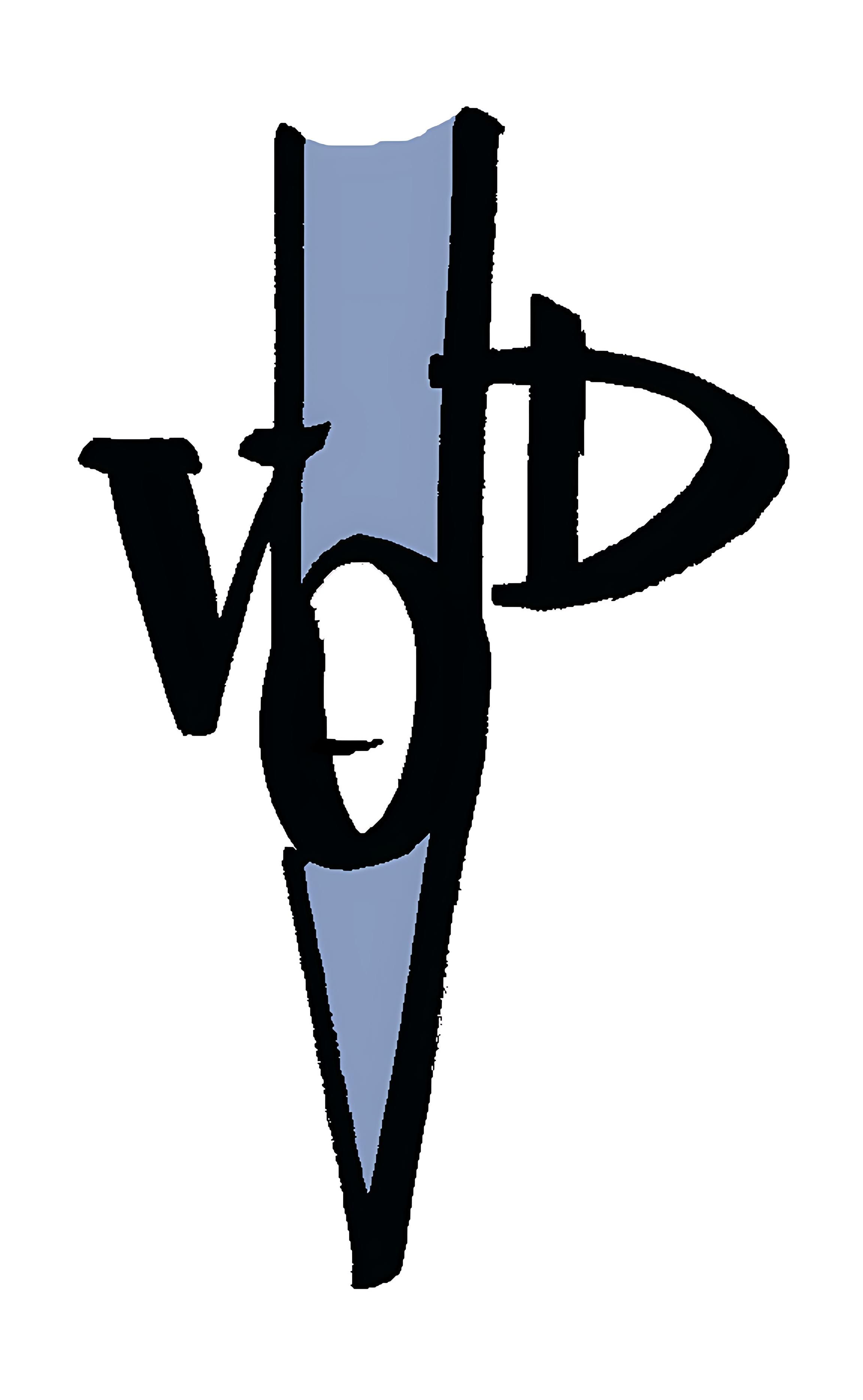
Logo der Vereinigung der Orgelsachverständigen Deutschlands e. V. in Form einer Orgelpfeife

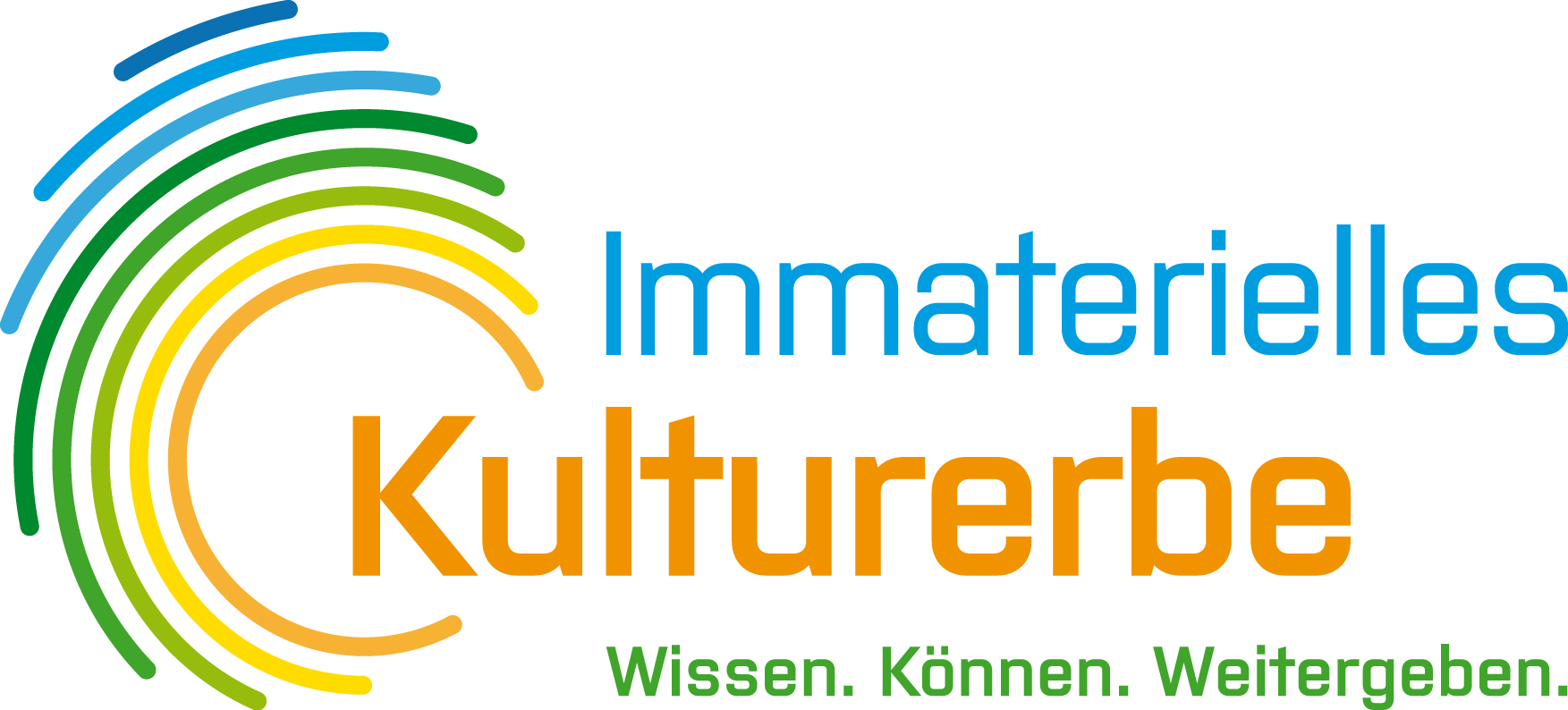
Logo Immaterielles-Kulturerbe

## Geschichte und Aufgaben der VOD
Die Gründung der Vereinigung der Orgelsachverständigen Deutschlands erfolgte als Arbeitskreis der Orgelsachverständigen im Jahr 1971 im Rahmen der zweiten Sitzung des Spieltisch-Normenausschusses, zu welcher der Bund Deutscher Orgelbaumeister die Orgelsachverständigen nach Loccum eingeladen hatte. Seit 1972 befindet sich in Karlsruhe die Geschäftsstelle der VOD. Nach der Wiedervereinigung Deutschlands erhielt die Zusammenführung der Orgelsachverständigen den heutigen Namen. Bei der außerordentlichen Mitgliederversammlung 2022 in Erfurt wurde die Umwandlung in einen eingetragenen Verein (e. V.) beschlossen, in einer Satzung ist die Grundordnung der Vereinigung definiert.
Der Vorstand wird bei den Mitgliederversammlungen der VOD gewählt. Als Selbstverständnis der VOD und im Sinne einer verdachtsfreien, fairen und neutralen Orgelsachberatung wurde ein Verhaltenskodex für Orgelsachverständige erstellt.
Zum Fachgebiet der Vereinigung zählen einerseits Angebote zur Aus- und Fortbildung von Orgelsachverständigen, die Erstellung von Arbeitshilfen für Kirchenleitungen und Gemeinden und die allgemeine Öffentlichkeitsarbeit „pro organo“. Dazu koordiniert seit 2011 die VOD den sog. Deutschen Orgeltag. Andererseits umfasst das Ausbildungs- und Tagungsangebot einwöchige Grund- und Aufbaukurse, die als Grundlage für die Tätigkeit von Orgelsachverständigen dienen, ebenso Fachkurse zu bestimmten orgelbautechnischen Fragestellungen, Studientagungen zur Erforschung des Orgelbaus in einer bestimmten Region sowie Arbeitstagungen, die in regelmäßigen Abständen gemeinsam mit dem Bund Deutscher Orgelbaumeister (BDO) durchgeführt werden und sich Schwerpunktthemen widmen.
Die VOD betreibt Öffentlichkeitsarbeit in Form von Publikationen und Materialien, z. B. mithilfe eines Image-Flyers „Gehören Sie schon zum alten Eisen“ oder eines Fundraising-Ratgebers zur Finanzierung von Orgelprojekten mit dem Titel „Klingende Münze für die klingenden Zimbeln“.
Auf Initiative der VOD ist die Tradition Orgelbau und Orgelmusik am 12. Dezember 2014 in das Bundesweite Verzeichnis des Immateriellen Kulturerbes der Bundesrepublik Deutschland und nach vorheriger Nominierung durch die Bundesregierung unter dem Titel Organ craftsmanship and music anlässlich der Tagung des UNESCO-Komitees in Südkorea am 7. Dezember 2017 in die Repräsentative Liste des Immateriellen Kulturerbes der Menschheit aufgenommen worden.

## Tagungen und Tagungsinhalte
- 1971: Loccum: Bildung des Vorstandes des Arbeitskreises
- 1973: Achern: gemeinsame Tagung mit Orgelbauern, Bestätigung/Wahl des Vorstandes
- 1974: Heidenheim
- 1976: Fulda: gemeinsame Tagung mit Orgelbauern
- 1977: Lübeck
- 1978: Rottenburg
- 1979: Mönchengladbach: gemeinsame Tagung mit Orgelbauern
- 1980: Ludwigsburg: Kurse zur Ausbildung von Orgelsachverständigen
- 1981: Fürstenfeldbruck
- 1982: Paderborn: gemeinsame Tagung mit Orgelbauern
- 1983: Rendsburg
- 1985: Pforzheim-Hohenwart: gemeinsame Tagung mit Orgelbauern
- 1986: Norden
- 1987: Giengen: mit Kurs
- 1987: Mainz
- 1988: Göttingen/Osteel/Wies: mit Kursen
- 1990: Bamberg: gemeinsame Tagung mit Orgelbauern
- 1992: Memmingen: Orgellandschaft Oberschwaben
- 1993: Naumburg: Auswege der Orgelerhaltung
- 1994: Güstrow: Orgellandschaft Mecklenburg
- 1995: Wiesbaden-Naurod: „Alles aus einer Hand?“ – Das Spannungsfeld zwischen Eigenproduktion und Zulieferbetrieb.
- 1996: Dahme: Orgellandschaft Niederlausitz
- 1997: Ostheim vor der Rhön: Orgellandschaft Thüringen, Orgelmuseen, Öffentlichkeitsarbeit.
- 1998: Bad Herrenalb, gemeinsame Tagung mit BDO: „...würde ich morgen ein Örgelchen pflanzen“ – Größte Kleinorgelausstellung im 20. Jhd. in Deutschland.
- 1999: Montenau (Belgien): Orgelbau im ostbelgischen Gebiet deutscher Sprache.
- 2000: Worphausen (Bremen), gemeinsame Tagung mit BDO: „... damit alles Hand und Fuß hat“ – Orgelspieltischnormen.
- 2001: Goslar: Herausforderung ungeliebte Orgel.
- 2002: Naumburg: Forschung und Dokumentation als Grundlagen für Restaurierung und Stilkopie.
- 2003: Trier, gemeinsame Tagung mit BDO und Bauamtsleitern: Orgel frontal – Gestaltungsformen der Gegenwart / Ausstellung „Mein bestes Stück“.
- 2004: Hamburg-Blankenese: „Original oder originell“ – Rezeption der Orgelbewegung.
- 2005: Essen: Orgel – Strukturwandel – Ruhrgebiet.
- 2006: Kloster Roggenburg, gemeinsame Tagung mit BDO: Von der Renovierung zur Restaurierung – Orgelüberarbeitungen im Wandel der Zeit.
- 2007: Drübeck: Orgellandschaft Ostharz / Orgelsicherung und Orgelkonservierung.
- 2008: Heilsbronn: „Ad fontes“ – Auf der Suche nach authentischen Klangbildern.
- 2009: Speyer: „Klangintentionen“ – DER InTONateur MACHT DIE MUSIK.
- 2010: Malchin: Die Orgel – ein (un)bezahlbares Kulturgut?
- 2011: Berlin: Praxis des Orgelsachverständigen.
- 2012: Durlach: Elektropneumatik im Orgelbau.
- 2013: Wien: „Original oder Fälschung“ – Die virtuelle Orgel – nur billiger Ersatz oder sogar besser als das Original?
- 2014: Köln, gemeinsame Tagung mit BDO: „Bach, Bornefeld, BUS“ – Technische Herausforderung und musikalische Anforderung im neuzeitlichen Orgelbau.
- 2015: Traunstein: „Kunst oder Krempel“ – Prekäre Orgelrestaurierungsfragen.
- 2016: Aurich: „Kopieren vs. kapieren“ – Norddeutsche Barockorgeln als Vorbilder des Neobarock.
- 2017: Ludwigshafen: „Strom im Fluß“ – Elektrische Sicherheit bei Orgeln.
- 2018: Hamburg, gemeinsame Tagung mit BDO: „Kulturerbe im AufWind“ – Orgel und Öffentlichkeit.
- 2019: Erfurt: „Miss UNESCO und die Dorfschönheiten“ – Landorgeln im 21. Jahrhundert.
- 2022: Münster, gemeinsame Tagung mit BDO: „Wertvolles Kulturerbe Orgel“ – Was ist es UNS wert?
- 2023: Waldkirch: „Selbst spielen oder Selbstspiel?“ – Automatisierte Orgelmusik damals und heute.
- 2024: Leipzig: „Das Runde muss ins Eckige“ – Orgeln in Räumen mit Zusatzfunktionen.
- 2025: Lübeck, gemeinsame Tagung mit BDO: „Aufbruch ins (Un)bekannte“ – 100 Jahre Organistentagung Hamburg / Lübeck 1925

## Aus- und Fortbildung für Orgelsachverständige
Die VOD bildet in Kursen Orgelsachverständige (OSV) aus, wobei sich die Kurse sowohl an designierte Orgelsachverständige (Ausbildung) als auch an bereits amtierende Orgelsachverständige (Fortbildung) sowie an Dekanats- und Regionalkantoren wenden. Es gibt einen Gesamtkurs, der sich in mehrere Werkwochen gliedert. Nach zusätzlichen Ausbildungsleistungen und einer weiteren Prüfung wird als Gütesiegel für Mindeststandards im Orgelsachverständigenwesen das Zertifikat „Zertifizierter Orgelsachverständiger (VOD)“ / „Zertifizierte Orgelsachverständige (VOD)“ verliehen. 
Auf der Webseite der VOD werden die jeweils aktuellen Ausbildungstermine mit den Ausbildungsorten und den Anmeldemöglichkeiten bekanntgegeben.

## Publikationen
- Michael Gerhard Kaufmann, Martin Kares (Hrsg.): Die Orgelstadt Karlsruhe innerhalb der Orgellandschaft am Oberrhein. Eine Ausstellung der Europäischen Orgelakademie am Oberrhein Ettlingen in der Badischen Landesbibliothek anlässlich des Symposiums „Darum Prüfet Alles und das Gute Behaltet: Vom Umgang mit Großorgeln der Wirtschaftswunderzeit“ in Zusammenarbeit mit der Vereinigung der Orgelsachverständigen Deutschlands (VOD) vom 26. September bis 28. September 2001. Badische Landesbibliothek, Karlsruhe 2001, ISBN 3-88705-052-5.[10]
- Martin Kares, Michael Gerhard Kaufmann (Hrsg.): Elektropneumatik im Orgelbau. Bericht über die Tagung der Vereinigung der Orgelsachverständigen Deutschlands (VOD) vom 29. Mai bis 1. Juni 2012 in Karlsruhe (= 259. Veröffentlichung der Gesellschaft der Orgelfreunde). Pape, Berlin 2013, ISBN 978-3-921140-94-9.